# Вармяки
Вармяки (пол. Warmiaki) — село в Польщі, у гміні Ядув Воломінського повіту Мазовецького воєводства.
У 1975-1998 роках село належало до Седлецького воєводства.